# Крумови закони
Крумовите закони са първите общовалидни български закони от IX век, въведени от владетеля Крум. (Крум Страшни)
| Изразът се използва и в значението на строги и сурови закони. |

Крумовите закони са правен кодекс, които, според византийската енциклопедия „Свидас“ от 10 век, са установени в Първата българска държава от живелия век по-рано владетел Крум.
Според легендата, описана в „Свидас“, Крум разпитвал аварски военнопленници какво довело до разпадането и унищожението на тяхната държава и създал своите закони въз основа на техните отговори.
Лексикографът Свида от X век дава сведения за военните кампании на българския владетел Крум срещу аварите, както и за законите, които издава:
“...Същите българи унищожили аварите. Попита Крем (Крум) аварските пленници: "От какво, мислите, че загина началникът (архонтът) ви и всичкият народ?" И те отговорили: "От това, че се умножиха взаимните обвинения, загинаха по-храбрите и по-умните; после несправедливите и крадците станаха съучастници със съдиите; после от пиянството, защото, като се умножи виното, всички станаха пияници; после - от подкупничеството; после - от търговията, защото всички като станаха търговци, взаимно се мамеха. И наистина погибел произлезе от това".
А като чу това, той [Крум] свика всички българи, и заповяда, като законоположи:
Ако някой обвини някого, предварително да се не слуша, но вързан да се разпита. И ако се намери, че той е бедил (набедил) и лъгал, да се убие. Нито се допуща да се дава на крадящия храна. И ако някой се осмели на това, да се конфискува [имотът му]. И на крадящия да се строшат свирките [на краката]. А всичките лозя да се изкоренят - заповяда.
И на всеки просещ да не се дава просто, а според потребата му, за да не би пак същият да проси. Който пък не върши това да се конфискува [имотът му].”
Благодарение на лексикона „Свидас“ от 10 в. и Теофан Изповедник черпим информация и за една от най-важните реформи на Крум – установяването на общо законодателство за всички негови поданици.
Крумовите закони били насочени към създаване на строги норми в българското общество за защита на частната собственост, предпазване от разоряване на обеднялото население, против клеветниците, лъжесвидетелите, лъжците, крадците и техните съучастници.
Новото законодателство е доказателство за настъпилите промени в социалната структура на обществото – продължаваща социална диференциация, начеваща феодализация и др.

## Писаните закони
- регламентирали правото на частна собственост и защитата ѝ от посегателство;
- предвиждали различни видове наказания срещу клеветниците и други провинения;
- несъмнено последица от съставените закони била юридическото изравняване на прабългарите с други народности, живеещи по това време в пределите на държавата. По този начин народите получавали равни права в една обща държава;
- изкореняване на лозята, за да бъде възпряно пиянството сред народа;
- помощ на безимотните и нуждаещите се от страна на имащите, за да се преодолее обедняването на значителен слой от населението.

## Критика на теорията за Крумовите закони
Съвременни историци като Божидар Димитров основателно подлагат сведенията на Свидас под въпрос. Като аргументи те изтъкват времевата отдалеченост на енциклопедията (150 години) и очевидната легендарност на разказаната история. Към тях може да се добави също, че Свидас е единственият източник и казаното в нея не се потвърждава от никакви други извори и документи. Не е намерен и текстът на законите, както например е случаят с вавилонският цар Хамурапи.

По този повод Божидар Димитров пише: 
Издавал ли е наистина Крум т.нар. Крумови закони?
Сведението за Крумовото законодателство не е писано от съвременен на епохата хронист, а 150 години по-късно във византийския енциклопедичен сборник Свидас. Сборникът е предназначен за обучение на императорските деца — чрез добри примери от историята да се поучат как да управляват мъдро, справедливо и да бъдат полезни на страната и народа си. Дори само тези два факта трябваше да накарат старите ни историци да се замислят, че при сведения, писани столетие и половина, след като са се случили определени събития, може да са украсени, деформирани или просто да не са верни.